# Esther Gajek
Esther Gajek (* 1962) ist eine deutsche Volkskundlerin und Germanistin, deren Arbeitsschwerpunkte auf der Erforschung der ideologischen Durchdringung des Weihnachtsfestes, hauptsächlich während des Nationalsozialismus, sowie auf der Erstellung von museumspädagogischen Konzepten insbesondere für Senioren liegen. Esther Gajek konzipierte zahlreiche Ausstellungen, unter anderem zur Geschichte des Adventskalenders und des Weihnachtsfestes sowie zum Thema Heimat.

## Leben
Esther Gajek studierte an der Ludwig-Maximilians-Universität München Volkskunde, Sozial- und Wirtschaftsgeschichte und Neuere Deutsche Literaturwissenschaft. 1988 schloss sie das Studium in Deutscher und Vergleichender Volkskunde, Sozial- und Wirtschaftsgeschichte sowie Neuerer Deutscher Literaturwissenschaft mit dem Magister (M.A.) zum Thema Adventskalender aus Münchner Vorlagen ab. Nach Abschluss des Studiums war sie von 1989 bis 1994 als Hochschulassistentin tätig. In der Folgezeit beschäftigte sie sich thematisch vor allem mit der Ideologisierung des Weihnachtsfestes, insbesondere während des Nationalsozialismus. Es entstanden unter anderem Arbeiten zur Inszenierung der Volksgemeinschaft, zur Germanenkunde, zur nationalsozialistischen Feiergestaltung und zur Säkularisierung des Kirchenliedes im Dritten Reich.
In der Folgezeit konzipierte sie freiberuflich über 100 kunsthistorische Ausstellungen. Insbesondere die Ausstellung über die Geschichte des Adventskalenders wurde in zahlreichen Museen gezeigt. Auf einer Auktion konnte sie den Nachlass des Wegbereiters des Adventskalenders, Gerhard Lang, mit zahlreichen Entwürfen erwerben, der einen wesentlichen Bestandteil ihrer umfangreichen Sammlung von über 3000 Adventskalendern bildet.
Seit 2001 ist Esther Gajek Lehrbeauftragte am Lehrstuhl für Vergleichende Kulturwissenschaft der Universität Regensburg.
Im Jahr 2008 begann sie mit einer Promotion über Seniorenprogramme an Museen. Ihre Dissertation wurde 2011 mit dem Arnold-Vogt-Preis für Museumspädagogik ausgezeichnet.
Seit 2011 ist sie als Lehrkraft für besondere Aufgaben am Lehrstuhl für Vergleichende Kulturwissenschaft der Universität Regensburg beschäftigt. Seit September 2014 ist Esther Gajek Kooperationspartnerin in dem von Irene Götz geleiteten DFG-Projekt Prekärer Ruhestand. Arbeit und Lebensführung von Frauen im Alter tätig.
Esther Gajek ist Sprecherin der Fachgruppe Generation 60plus im Bundesverband für Museumspädagogik sowie Mitglied der Deutschen Gesellschaft für Volkskunde, des Regensburger Vereins für Volkskunde und des Landesvereins für Heimatpflege.

## Ausstellungen (Auswahl)
Esther Gajek konzipierte etwa 100 kulturhistorische Ausstellungen, die unter anderem im Regensburger Diözesanmuseum, im Bayerischen Nationalmuseum und im Halloren- und Salinemuseum in Halle gezeigt wurden:
- Adventskalender – Von den Anfängen bis zur Gegenwart
  - 2007, Allgäu-Museum, Kempten[10]
  - 2007, Museum Altomünster[11]
  - 2013, Klosterhof Maulbronn[12]
  - 2013, Käthe-Kruse-Museum, Donauwörth[13]
  - 2014, Stadtmuseum Kaufbeuren[14]
- Heimat im Koffer, Heimat auf dem Teller, Heimat im Herzen, mit Carola Grüninger
  - 2008, Niederbayerische Freilichtmuseen Massing und Finsterau[15]
  - 2009, Museumsquartier, Tirschenreuth[16]
  - 2011, Wolnzach[17]
- Von Sinnen: Sehen, Hören, Tasten, Schmecken, Riechen im Museum, mit Brigitta Petschek-Sommer und Ulrike Schwarz
  - 1997 Deggendorf
- Teddybären – ein bäriger Partner für alle Lebenslagen
  - 2013 Oberschönenfeld[18]
- Zuarbeit zur Ausstellung Weihnachten in dunklen Zeiten von Rita und Judith Breuer
  - 2003 Regensburg

## Veröffentlichungen (Auswahl)
- Seniorenprogramme an Museen: alte Muster – neue Ufer. Waxmann, Münster / New York / München / Berlin 2013, ISBN 978-3-8309-2596-5 (= Regensburger Schriften zur Volkskunde – vergleichenden Kulturwissenschaft, Band 25, zugleich Dissertation an der Universität Regensburg).
- Adventskalender : von den Anfängen bis zur Gegenwart. München 1996.
- Volkskunde an den Hochschulen im Dritten Reich. Eine vorläufige Datensammlung. München 1986.
- Adventskalender aus Münchner Vorlagen. Zur Geschichte und Gegenwart eines Produktes der populären Druckgraphik. Magisterarbeit an der Ludwig-Maximilians-Universität München, 1988.
- Politische Weihnacht in Antike und Moderne : zur ideologischen Durchdringung des Fests der Feste, mit Richard Faber (Hrsg.), Würzburg 1997.
- Teddybären : ein buntes Abc. Deggendorf 1996.
- Ein Fotoband über Schneemänner, -frauen, -tiere, mit Hermann Glombitza, Amberg 2007.
- „Studentenfutter“ : was StudentInnen einkaufen und wie sie (miteinander) kochen und essen, mit Irene Götz, München 1993.
- „Feiergestaltung“ – Zur Entwicklung eines „aus nationalsozialistischer Weltanschauung geborenen, neuen arteigenen Brauchtums“ am „Amt Rosenberg“. In: Stefanie v. Schnurbein, Justus H. Ulbricht (Hrsg.): Völkische Religion und Krisen der Moderne. Entwürfe „arteigener“ Glaubenssysteme seit der Jahrhundertwende. Würzburg 2001, S. 386–408.
- Joseph Otto Plassmann. Eine akademische Laufbahn im Nationalsozialismus. In: Kai Detlev Sievers (Hrsg.): Beiträge zur Wissenschaftsgeschichte der Volkskunde im 19. und 20. Jahrhundert. Neumünster 1991, S. 121–154.
- Weihnachten im Dritten Reich. Der Beitrag von Volkskundlern an den Veränderungen des Weihnachtsfestes. Ethnologia Europaea, Band XX, 1990, S. 121–140.
- Christmas under the Third Reich. Anthropology Today, Band 6, 1990, S. 3–9.
- Museum und Kaufhaus. Ein weites Feld. In: Bärbel Kleindorfer-Marx, Klara Löffler (Hrsg.): Museum und Kaufhaus. Warenwelten im Vergleich. Regensburger Schriften zur Volkskunde, Band 15, Regensburg 2000, S. 9–25.